# ميغيل رودريغو
ميغيل رودريغو (بالإسبانية: Miguel Rodrigo)‏ هو مدرب كرة قدم صالات ‏ إسباني، ولد في 15 يوليو 1970 في بلنسية في إسبانيا.